# Teofil Sadkowski

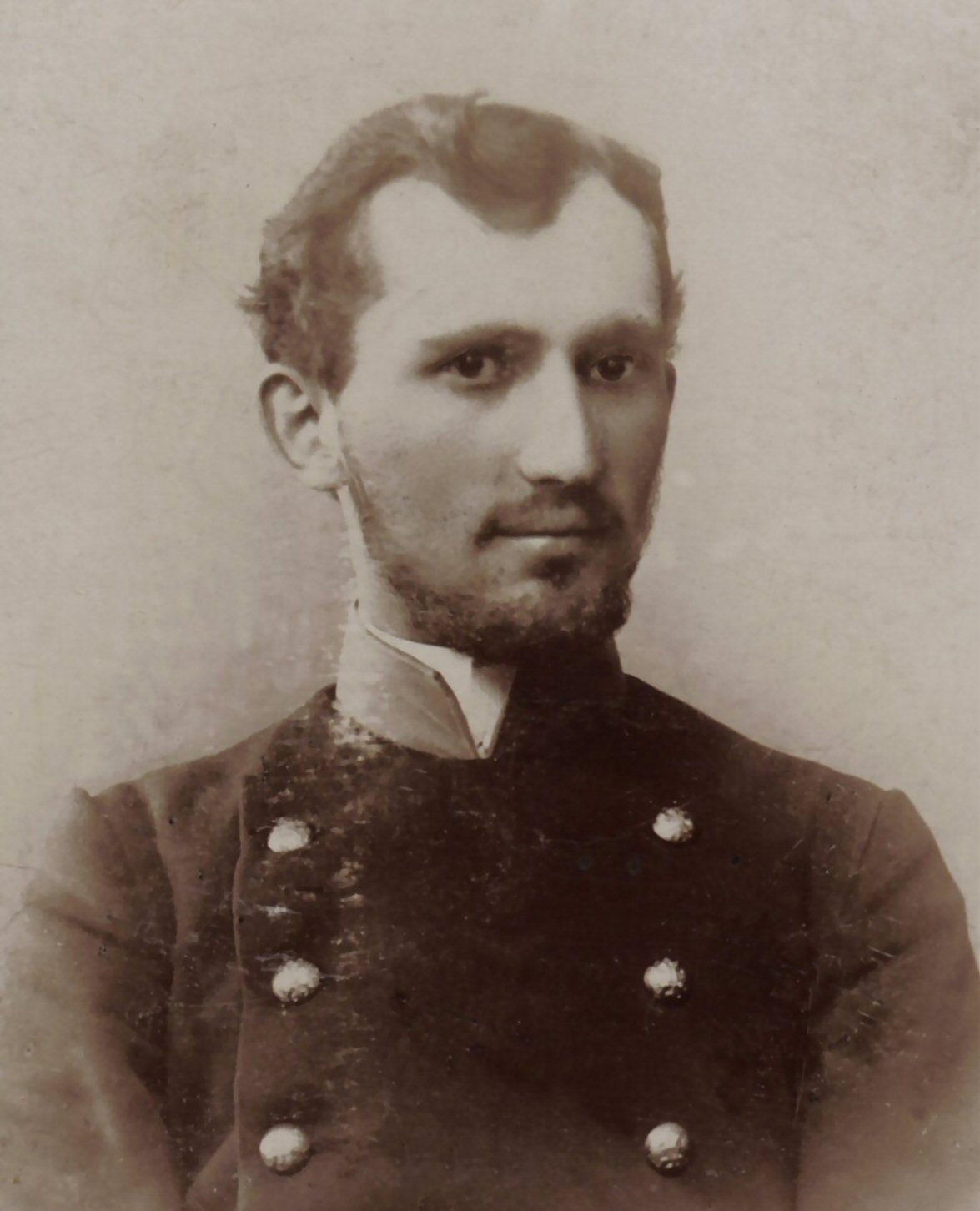
Teofil Sadkowski, student matematyki na Uniwersytecie w Petersburgu. ok. 1895 r

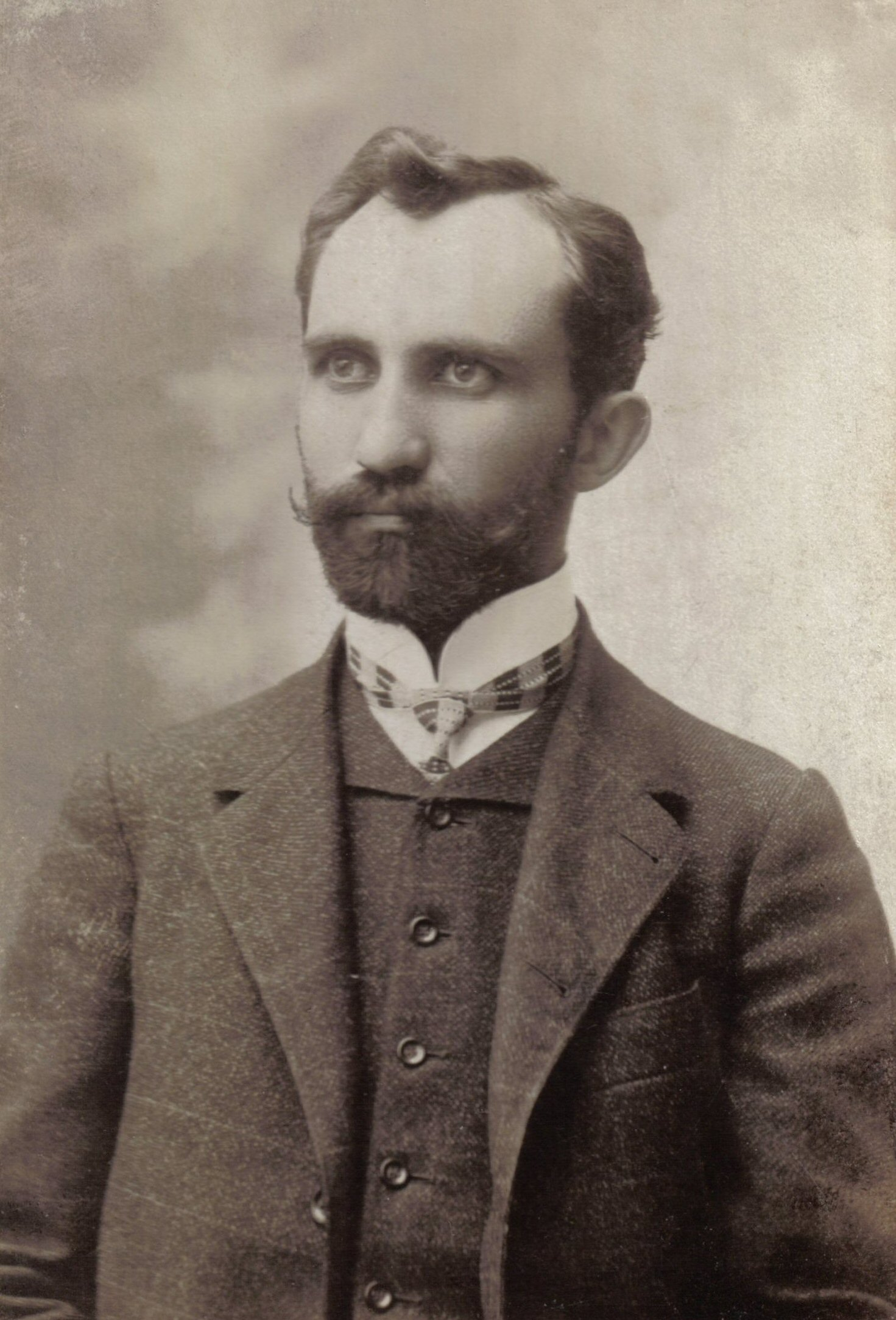
Teofil Sadkowski ok. 1906 r. nauczyciel matematyki w Częstochowie

Teofil Sadkowski herbu Rola (ur. 1872 w Sławkowie, zm. 1944 w Warszawie) – nauczyciel matematyki, statystyk.
Ukończył gimnazjum w Częstochowie (dziś liceum), a następnie pracował w nim jako nauczyciel matematyki. Studia ukończył na uniwersytecie w Petersburgu, tam uzyskał tytuł doktora i rosyjski tytuł kandydata nauk. Specjalizował się w rachunku prawdopodobieństwa i w badaniach statystycznych. W Petersburgu wykonywał prace dla rosyjskich zakładów ubezpieczeń, co przyniosło mu spory dochód. W 1914 r. przeniósł się do Warszawy gdzie w 1918 r. od ewakuujących się Rosjan odkupił budynek szkolny przy zbiegu ulic Leszno i Żelaznej. Założył w nim Męskie 8-klasowe Gimnazjum Matematyczno-Przyrodnicze T. Sadkowskiego w Warszawie], (maturalne), którego był właścicielem i w którym był nauczycielem matematyki. Gimnazjum zbankrutowało podczas kryzysu w 1933 r.
Z żoną Zofią z Gołębiowskich, również nauczycielką, miał pięcioro dzieci: Jerzego (zmobilizowany w 1939 roku zginął w wojny obronnej Polski w 1939 r.), Zbigniewa (dziennikarz, zginął w walce podczas okupacji w 1943 r. „nakryty” przy radiostacji podziemnej), Stanisława (podoficer w batalionie harcerskim „Zośka” zginął w powstaniu warszawskim podczas ataku ze Starego Miasta na Dworzec Gdański), Krystynę (ur. 1912, zm. 2003) i Hannę (Kobylińską) (ur. 1916, zm. 2009).
Miał opinię człowieka o dużej fantazji, zginął w pierwszych dniach powstania warszawskiego, kiedy wyszedł z piwnicy domu przy ul. Złotej 36 zdobyć mleko dla wnuka. Mieszkanie wraz z papierami i dokumentami Teofila Sadkowskiego zostało podczas walk i po powstaniu przez wojsko niemieckie zniszczone. Zachowały się natomiast udostępnione na witrynie biblioteki Kongresu Stanów Zjednoczonych pismo gratulacyjne z okazji 150-lecia Niepodległości, jakie Męskie 8-klasowe Gimnazjum Matematyczno-Przyrodnicze T. Sadkowskiego skierowało do Calvina Coolidge, Prezydenta Stanów Zjednoczonych, Na udostępnionych dokumentach widać podpis Teofila Sadkowskiego i grona pedagogicznego oraz podpisy uczniów Gimnazjum.
- informacje szczegółowe i fotografie pochodzą z relacji córki Teofila Sadkowskiego, Hanny Kobylińskiej.